# Solanum longissimum
Solanum longissimum är en potatisväxtart som beskrevs av Anthony R. Bean. Solanum longissimum ingår i släktet skattor som ingår i familjen potatisväxter. Inga underarter finns listade i Catalogue of Life.